# Arion (planeta)
Arion (18 Delphini b) – bardzo masywna planeta pozasłoneczna krążąca wokół gwiazdy Musica (18 Delphini). Ma masę co najmniej 10,3 mas Jowisza. Znajduje się około 238 lat świetlnych od Ziemi. Jej okres orbitalny trwa 2,71 roku. Gwiazda macierzysta to żółty olbrzym.

## Nazwa
Nazwa planety została wyłoniona w publicznym konkursie w 2015 roku. Pochodzi ona od Ariona, na wpół legendarnego muzyka ze starożytnej Grecji. Według legendy podczas podróży morskiej jego życie uratowały delfiny, które zwabił, grając na swojej kitarze; jest to nawiązanie do gwiazdozbioru Delfina, w którym jest widoczna centralna gwiazda układu. Nazwę tę zaproponowali członkowie klubu astronomicznego ze szkoły średniej w Tokushimie (Japonia).